# Bechorot
Bechorot (Hebreeuws: בכורות, letterlijk eerstgeborenen) is het vierde traktaat (masechet) van de Orde Kodasjiem (Seder Kodasjiem) van de Misjna en de Talmoed. Het beslaat negen hoofdstukken.
Het traktaat Bechorot bevat regels over de eerstgeboren dieren. In de Thora komt dit onderwerp in Exodus 13:2, 12 vv. en Leviticus 27:26 vv. ter sprake.
Bechorot bevat alleen Gemara (rabbijns commentaar op de Misjna) in de Babylonische Talmoed, bestaande uit 61 folia en komt aldus in de Jeruzalemse Talmoed niet voor.